# Harold Garfinkel
Pour les articles homonymes, voir Garfinkel.
Harold Garfinkel, né le 29 octobre 1917 à Newark et mort le 21 avril 2011 à Los Angeles, Professeur à Harvard et à UCLA, est un sociologue américain, fondateur de l'ethnométhodologie, école de sociologie américaine de renommée internationale.

## Biographie

### Formation et début des recherches
Harold Garfinkel commence ses études de commerce et de comptabilité à Newark et obtient une maîtrise de sociologie à l’Université de Caroline du Nord. Après avoir servi lors de la Seconde Guerre mondiale , il entreprend, en 1946, une thèse de doctorat en sociologie (Ph.D.) sous la direction de Talcott Parsons au sein du Department of Social Relations for Interdisciplinary Social Science Studies qui venait d’être créé à l'Université Harvard sous l’impulsion de Parsons. Ami personnel de Talcott Parsons, il n'en sera pas moins le dissident sur le plan professionnel et méthodologique, reprochant à la sociologie traditionnelle la toute puissance des statistiques en même temps que le manque de rigueur dans la récolte d'informations permettant de les élaborer.

### Parcours professionnel et intellectuel
Professeur Invité à l'Université d'Harvard, il devient Professeur Titulaire de Chaire à l’université de Californie, Los Angeles (UCLA) en 1954 et y enseigne toute sa carrière, y compris comme professeur émérite longtemps après sa retraite. Son représentant européen fut son thésard, Vincent Frézal, prenant la suite d'Yves Lecerf, décédé. Depuis le décès d'Harold Garfinkel, Vincent Frézal est le Chef de file, responsable de l'ethnométhodologie au niveau international.
Au sein de UCLA, il développe la démarche et les enseignements qui débouchent sur une nouvelle discipline de la sociologie : l’ethnométhodologie qui dotera la sociologie de méthodes d'enquêtes en sciences sociales par analyses de discours. Harold Garfinkel obtiendra rapidement une notoriété internationale, particulièrement à l'occasion de ses travaux sur le fonctionnement des Cours d'assises. Son ouvrage "Studies in Ethnomethodology" est devenu l'un des plus cités au monde, comme le rappelait le Professeur Yves Lecerf lors de sa conférence au Cercle d'éthique des affaires le 29 septembre 1993 (École Nationale des Ponts et Chaussées). Ce dernier définissait les ethnométhodes comme « un type d'objet sociologique qui inclut : méthode, sens local, éthique, intention et rationalité d'intention, en même temps que des déroulements de péripéties d'actions ».
En France, ses travaux ont influencé, entre autres, Bruno Latour, Albert Ogien, Louis Quéré et Yves Lecerf. Ses représentants en Europe furent les Professeurs Yves Lecerf et Vincent Frézal.

## Publications
- (en) Studies in Ethnomethodology, Prentice-Hall, Englewood Cliffs (NJ), 1967 (trad. fr., Paris, PUF, 2007)
- (en) avec Michael Lynch et Eric Livingston, « The Work of a discovering science construed with materials from the optically discovered pulsar », dans Philosophy of the Social Sciences, 11, p. 131-158, 1981.
- 1984, Le domaine d'objet de l'ethnométhodologie, in Arguments ethnométhodologiques, Cahier no 3, p. 6-11
- 1984, Sur l'origine du mot "ethnométhodologie", in Arguments ethnométhodologiques, Cahier no 3, p. 60-70
- 1984, Qu'est-ce que l'Ethnométhodologie ?, in Arguments ethnométhodologiques, Cahier no 3, p. 54-99
- (en) Ethnomethodological Studies of Work, Routledge & Kegan Paul, Londres, 1986 ;
- (en) Ethnomethodology's Program. Working out Durkheim's Aphorism, Rowman & Littlefield Publ., Inc., Lanham, 2002.
- (en) Seeing Sociologically. The Routine Grounds of Social Action, Paradigm Publishers, Boulder, 1948-2006